# Ясная Поляна (городской округ Самара)
Я́сная Поля́на — село в Самарской области России. Входит в состав городского округа Самара, подчинён Красноглинскому району города Самара.

## История
До 2005 года посёлок входил в состав Красноярского района области.

## Население
| 2010 |
| ---- |
| 25   |

## Инфраструктура
В центральной части села располагается памятник воинам-односельчанам, погибшим в годы Великой Отечественной войны.

## Транспорт
Южнее села проходит автомобильная дорога Самара—Новосемейкино и ветка Куйбышевской железной дороги (ближайшие станции: «172 км» и «176 км», где останавливаются пригородные поезда).